# Lidija Franklin
Lidija Kocers (Vyshni Volochok, Rusia, 17 de mayo de 1917-Caracas, 5 de diciembre de 2019), más conocida por su apellido de casada Lidija Franklin, fue una bailarina, maestra de ballet y coreógrafa rusa.

## Inicios
Hija del letón Hugo Kocers y la rusa Ekatherina Stukolova, a la edad de cinco años se trasladó con su familia a Letonia. Inició sus estudios de ballet en la ciudad de Tukums en 1925, también comienza a recibir clases particulares de piano.
En 1931 Lidija se regresó con su familia a la ciudad de Riga y continuó sus estudios de ballet en la Escuela Oficial del Teatro de la Ópera Nacional de Riga, donde permaneció cinco años. Estando en Riga, decidió ampliar sus conocimientos de la danza e ingresó en la escuela de la maestra Beatriz Vigners, donde aprendió la llamada “Danza Plástica” o “Artística” (inspirada en el estilo de Isadora Duncan). En esa escuela, y durante cinco años, recibió clases de estética, historia y psicología de la pedagogía, danzas nacionales de Letonia, danzas de carácter, danzas españolas con castañuelas, acrobacia, técnica y composición de danzas artísticas, entrenamiento clásico y rítmica. 
Por sugerencia de la maestra Vigners, en 1937 viajó a la ciudad Totnes (Inglaterra) y audicionó en la Jooss-Leeder School of Dance como primer paso antes de ser aceptada en la compañía. Fue aceptada y becada por la escuela puesto que no contaba con recursos económicos para pagar sus estudios.
Allí estudió dos años, y en 1939 fue contratada por la Compañía Ballet Jooss como bailarina solista.

## Ballet Jooss
Con la Compañía Ballet Jooss tuvo la oportunidad de presentarse como solista en coreografías famosas como: La Mesa Verde, La Gran Ciudad, Un Cuento de Primavera y Pavana para una Infanta Difunta. 
Entre 1940 y 1941 realizaron una larga gira que cubrió Estados Unidos, Argentina, Chile, Uruguay, Ecuador, Perú, Colombia, Cuba, Brasil y Venezuela. En 1941, al llegar a Venezuela, cuando el Ballet Jooss se presentó en el Teatro Municipal de Caracas, no tuvieron la misma acogida que en el resto de la gira. A estas funciones solo asistieron cuatro personas (entre las cuales se encontraba Gustavo Franklin, quien se convertiría en su esposo un año más tarde), por lo que decidieron suspender la segunda presentación. En Venezuela permanecieron tres meses debido a la dificultad en obtener la visa americana para algunos integrantes de la compañía.
Solucionado el problema de la visa hacia finales de 1941, la Compañía Ballet Jooss viajó a la ciudad de Nueva York donde hicieron su última presentación antes de la disolución de la compañía.
A esas presentaciones asistió la reconocida coreógrafa Agnes De Mille, quien quedaría fascinada con el trabajo y la interpretación artística de Lidija Kocers y le propondría trabajar con ella. 

## Agnes De Mille
En 1942, en la ciudad de Nueva York, Lidija Kocers contrae matrimonio con el diseñador venezolano Gustavo Franklin y desde ese momento asume su apellido. 
Ese mismo año Lidija Franklin comienza a trabajar como solista en las coreografías de Agnes de Mille, creadas para los musicales de Broadway, Bloomer girl y Brigadoon, ambas con más de un año en cartelera. Posteriormente, De Mille establece su propia compañía Agnes De Mille Dance Theatre, en la que Lidija participa como solista y bailarina principal. Más tarde, Lidija Franklin trabajaría como asistente en los distintos montajes que realizó Agnes de Mille para el American Ballet Theatre. Durante el último año con Agnes De Mille, Lidija también interpretó coreografías de John Butler para el show de televisión de Kate Smith, en Nueva York.

## Venezuela
A mediados de 1957, Lidija Franklin se establece en Venezuela junto con su esposo. El ambiente dancístico en el país no era lo que ella esperaba. En ese tiempo la maestra Nena Coronil decide cerrar la Escuela Nacional de Ballet y se pone en contacto con Gustavo Franklin para ofrecerle el estudio a su esposa, la recién llegada bailarina rusa.
En septiembre de ese mismo año Lidija Franklin y su esposo abren las puertas de la Escuela Ballet-Arte (privada), hasta que a principios de 1974 tuvieron que desalojar a causa de la venta de la propiedad. En esta escuela estudiaron profesionales destacados como Vicente Abad, Isabel Llull, Yolanda Machado, Gaudio Vacaccio, Elsa Recagno, Eloísa García, Graciela Díaz, Maryorie Estévez y Anita Le Bleis, entre otros.
En 1967, Lidija Franklin con el apoyo de su esposo, decide crear en la ciudad de Caracas una escuela de ballet totalmente gratuita que funcionara paralelamente a su academia privada y que permitiera a todos los niños con condiciones para la danza incursionar en este arte,[cita requerida] sin importar su condición social. Así, en 1968, abren la Escuela Municipal de Ballet (que en 1985 asumiría el nombre de Escuela Ballet-Arte) en los altos del Teatro Municipal, con el único propósito de continuar formando profesionales de la danza clásica en el país.

## Coreografías
Entre sus creaciones coreográficas se cuentan las piezas:
- De corte clásico

- Marcha
- Vals Romántico
- Sonate

- Danzas de carácter

- Polka
- Tirolesa
- Danza Rusa
- Danza de los Ramitos

- Obras infantiles

- Pedro y el Lobo

- Danzas antiguas

- De la Partita en Si Menor
- Suite del siglo XVI
- Annello
- Air de Bourgogne
- La Doncella y el Unicornio
- Danza Campestre
- Danza de las Antorchas
- Danzas de Corte

## Premios y reconocimientos
- 1983: Orden Andrés Bello en su Segunda Clase, otorgada por el presidente de la República Dr. Luis Herrera Campíns.
- 1984: Premio Municipal de Danza, otorgado por el Consejo Municipal del Distrito Federal.
- 1986: Premio Consejo Nacional de la Cultura CONAC en Danza Clásica.
- 1997: Orden Andrés Bello en su primera clase, otorgado por el presidente de la República Rafael Caldera.
- 1997: Premio Nacional de Danza.[10]